# Crotalus tortugensis
Crotalus tortugensis är en ormart som beskrevs av Van Denburgh och Slevin 1921. Crotalus tortugensis ingår i släktet skallerormar och familjen huggormar. IUCN kategoriserar arten globalt som livskraftig. Inga underarter finns listade i Catalogue of Life.
Arten förekommer endemisk på den mexikanska ön Tortuga i Californiaviken. Landskapet är klippig och av vulkaniskt ursprung med en växtlighet av buskar och kaktusar.
Arten godkänns inte av Reptile Database. Den listas där som synonym till Crotalus atrox.